# Niels Ratzer
Niels Ratzer (født 28. juni 1961 er en dansk trommeslager, som er medlem af Blast. Niels Ratzer har også spillet med bl.a Karsten Vogel, Frontline, Bo Stief, The End, Linie 3, Amin Jensen, Troels Skovgaard og One Two.